# 패방

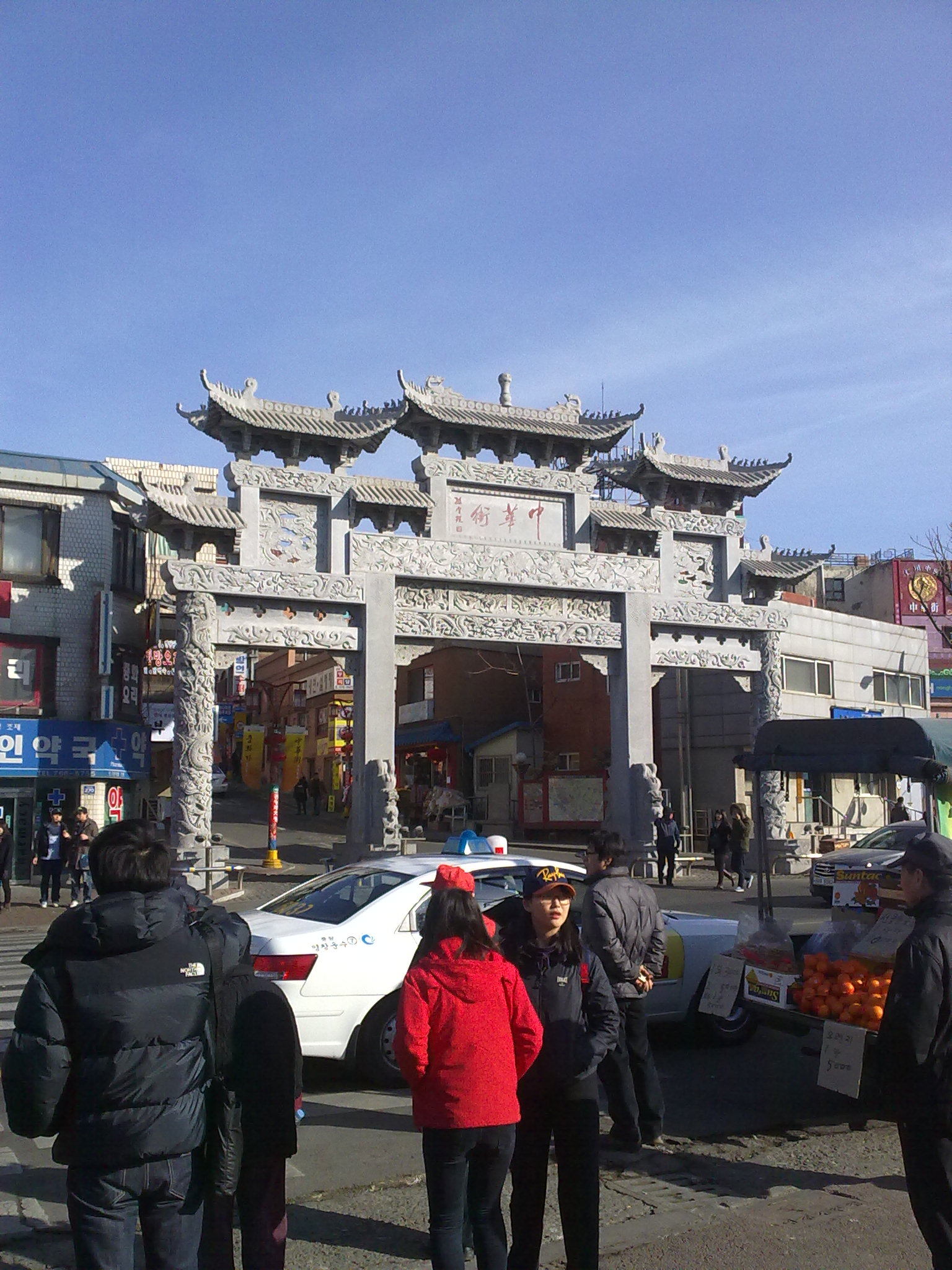
인천 차이나타운 입구의 패방

패방(중국어: 牌坊, 병음: Paifāng) 또는 패루(중국어 간체자: 牌楼, 정체자: 牌樓, 병음: Páilóu)는 중국의 전통적 건축양식의 하나로, 문(門)의 일종이다. 해외에서는 중국 문화의 상징으로, 차이나타운의 입구에 많이 세워졌다.
중국의 패방은 본래 고대 인도 사원의 입구인 토라나에서 유래되었을 것으로 추정된다. 그러나 패방은 층층으로 된 지붕이나, 많은 기둥이 받치고 있는 등 전통적인 중국의 건축적 특색도 가지고 있다. 그러나 도시의 문은 인도 특유의 것은 아니다. 당나라 시대에는 오두문(烏頭門)이라 불리기도 했는데, 두 기둥의 윗부분을 검게 칠했기 때문이라고 한다. 오두문은 6품 이상의 관리에게만 허락되었다.

## 화보

widths="220px"
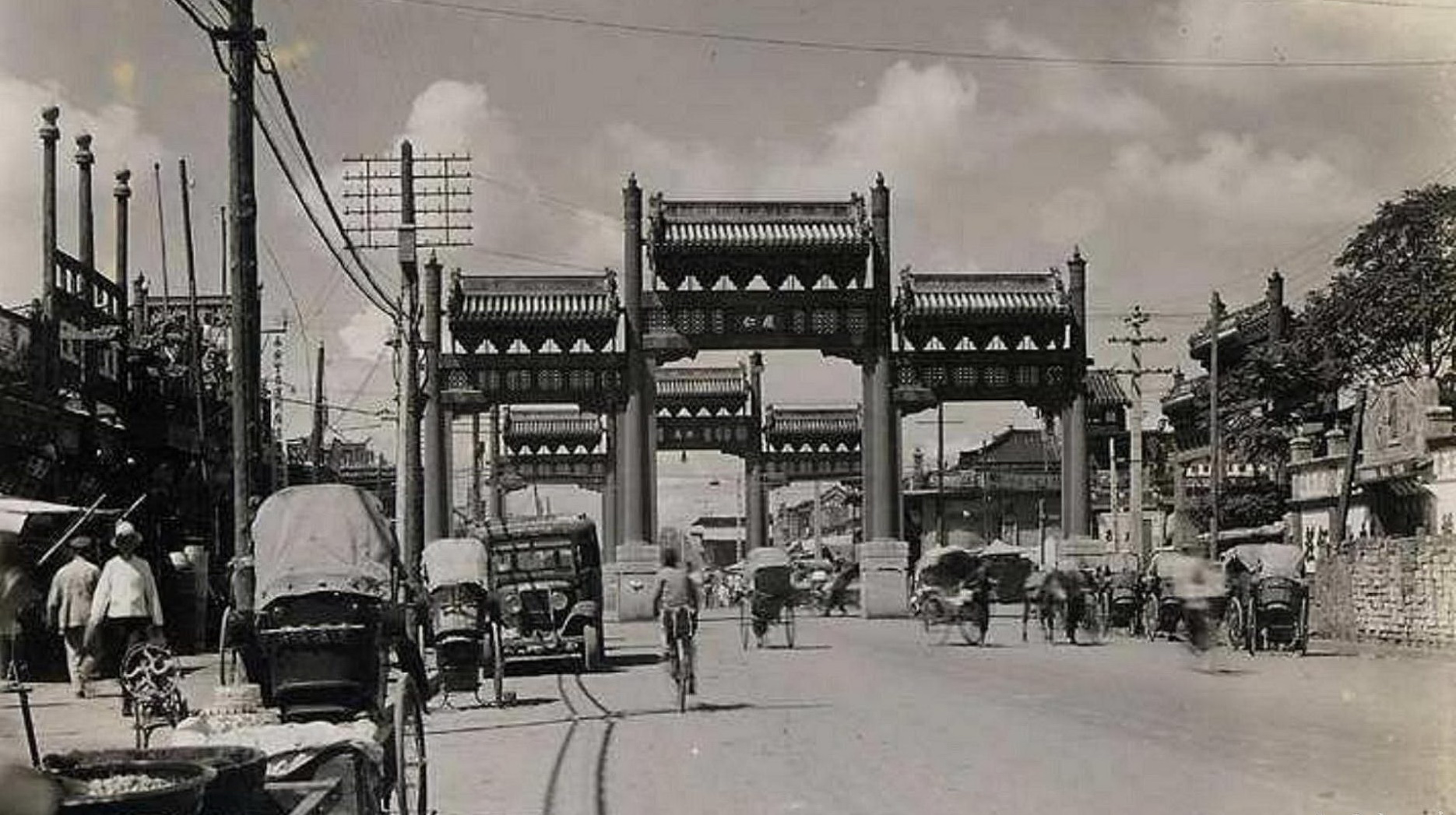
1920년대 북경의 동사(東四)에는 4개의 패방이 있었다.
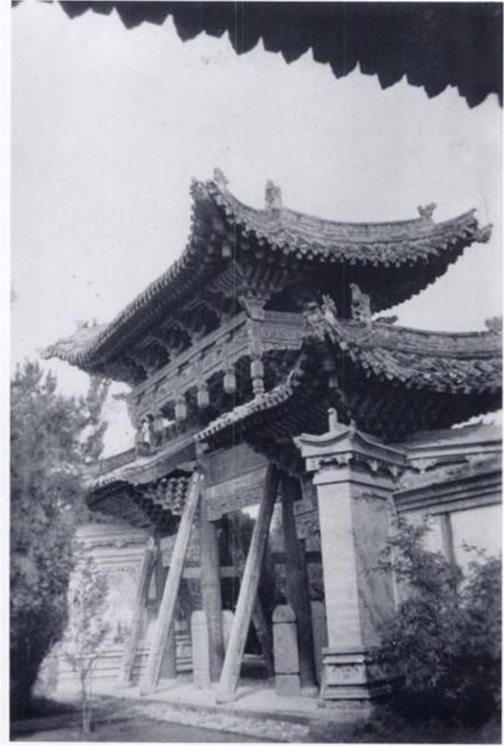
감숙성(甘肅省)에서 찍힌 패방 (1933년).
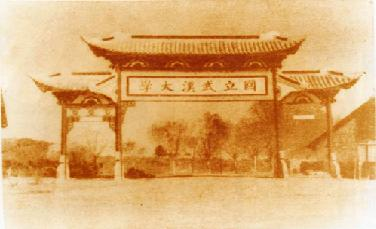
무한대학(武漢大學)의 패방 (1920).
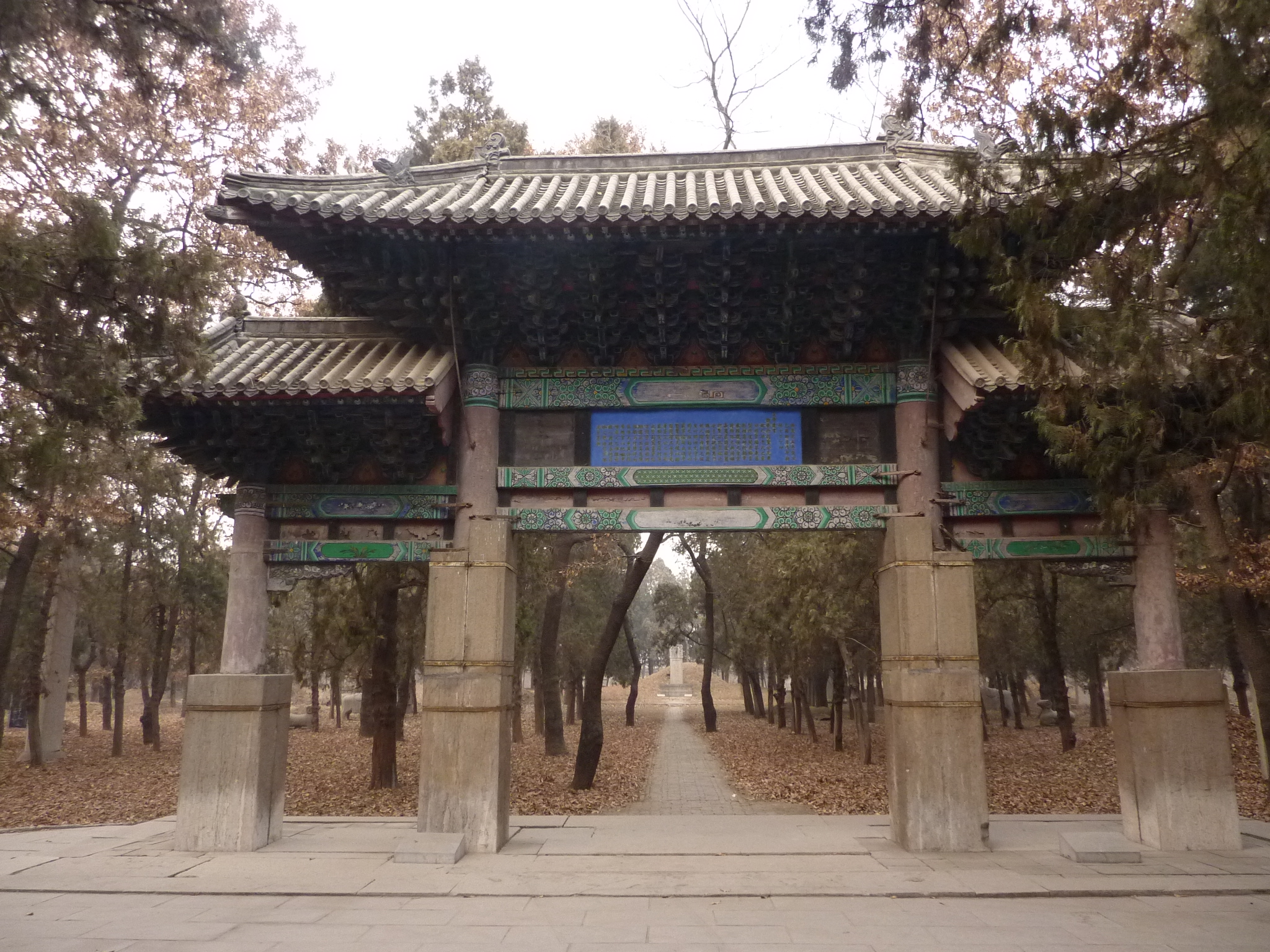
중화인민공화국 곡부(曲阜) 공림(孔林)에 있는, 공자의 72대손 공헌배(孔憲培)의 처 우씨(于氏)의 묘
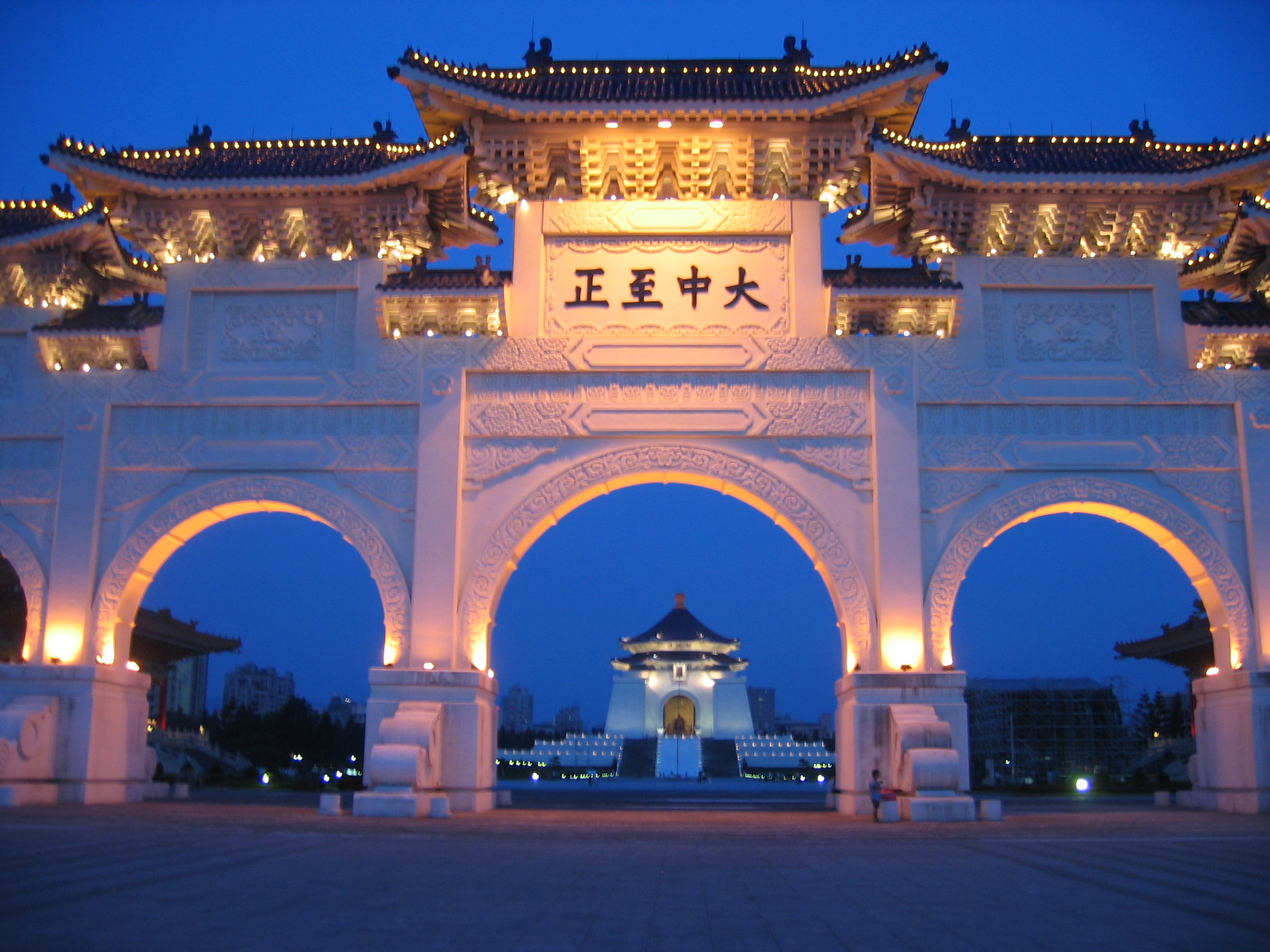
대북(臺北)의 패방
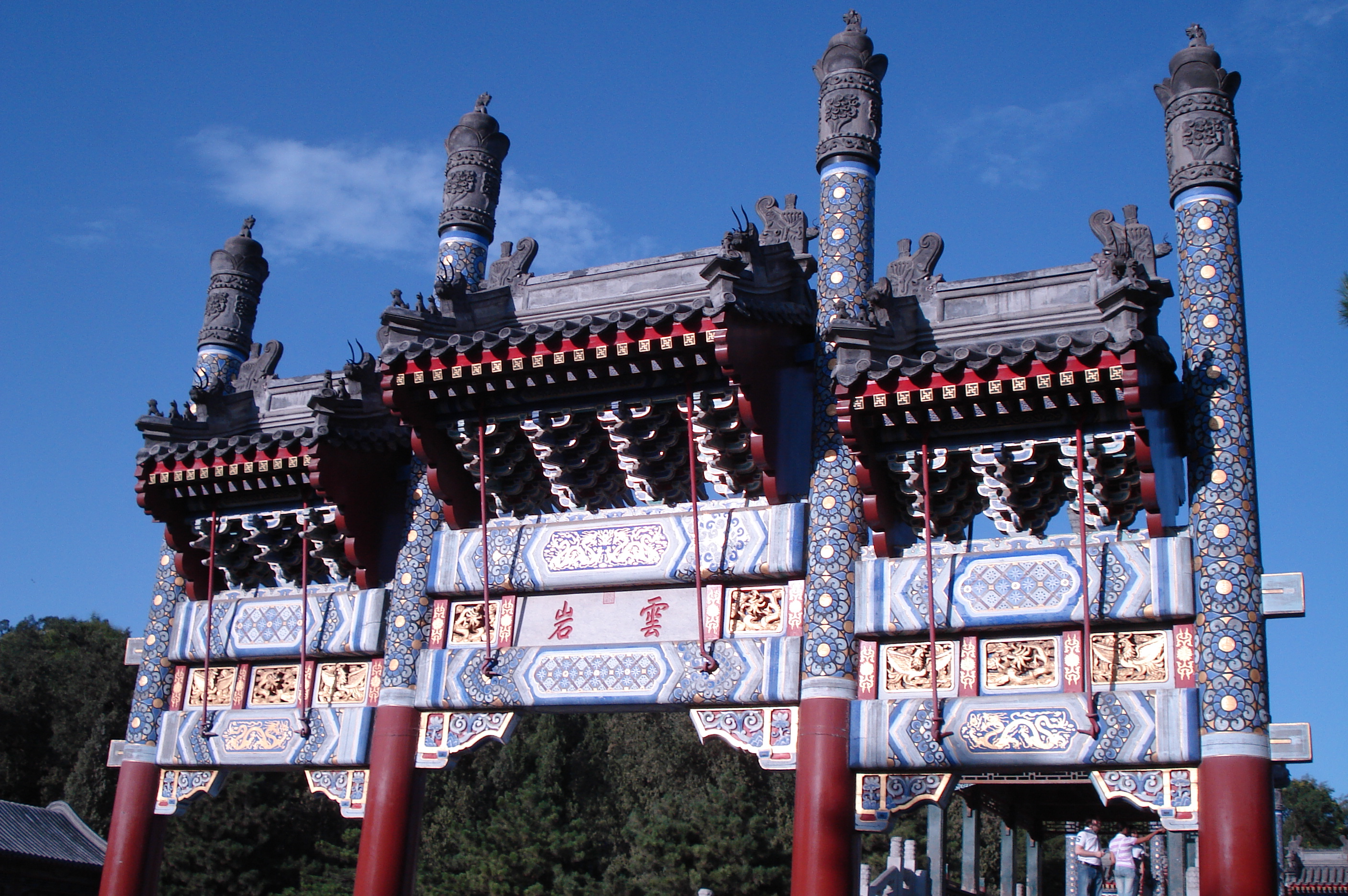
베이징 시 이화원(頤和園)의 패방
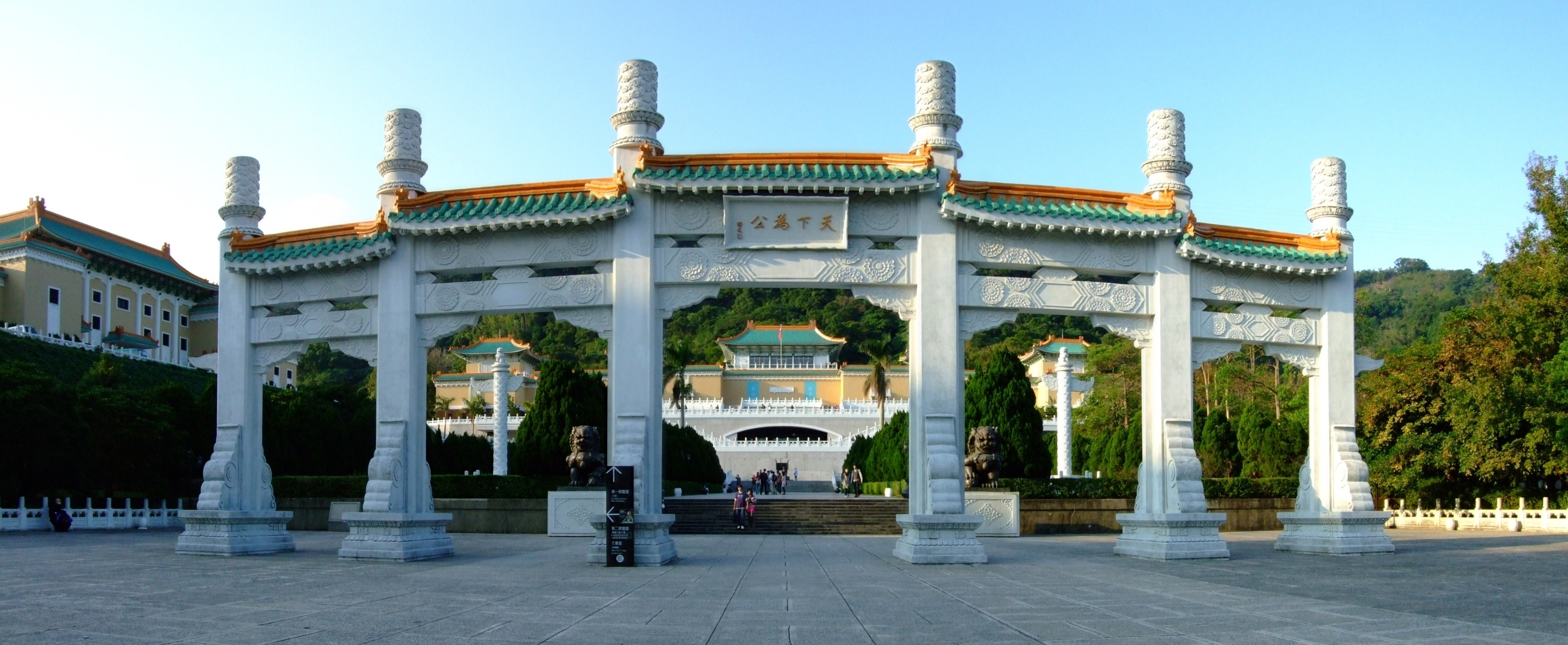
중화민국 타이베이시의 국립고궁박물원(國立故宮博物院)의 패방
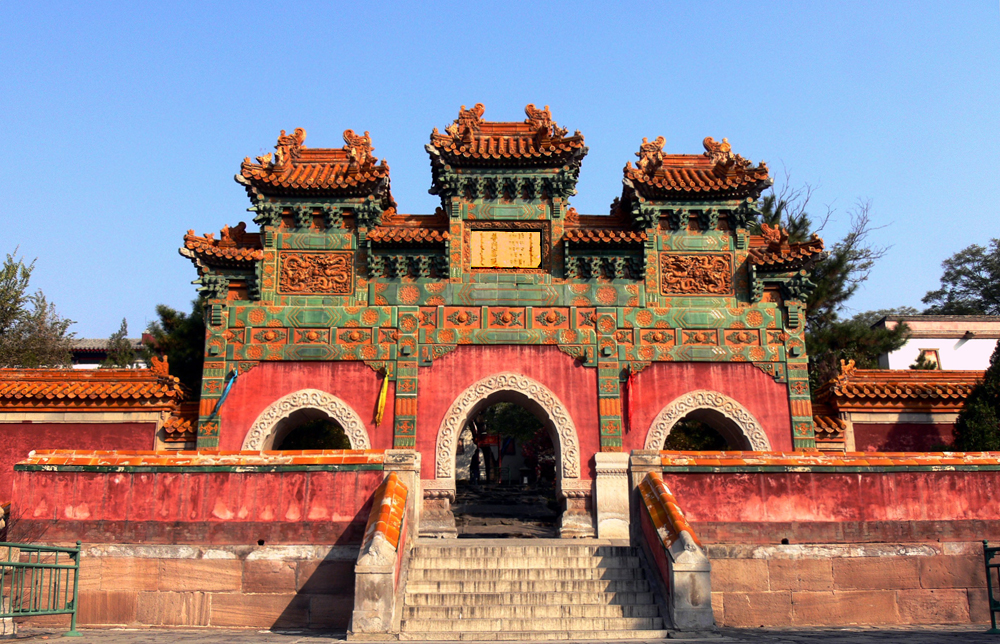
승덕(承德)의 보타종승지묘(普陀宗乘之廟)寺의 화려한 패방
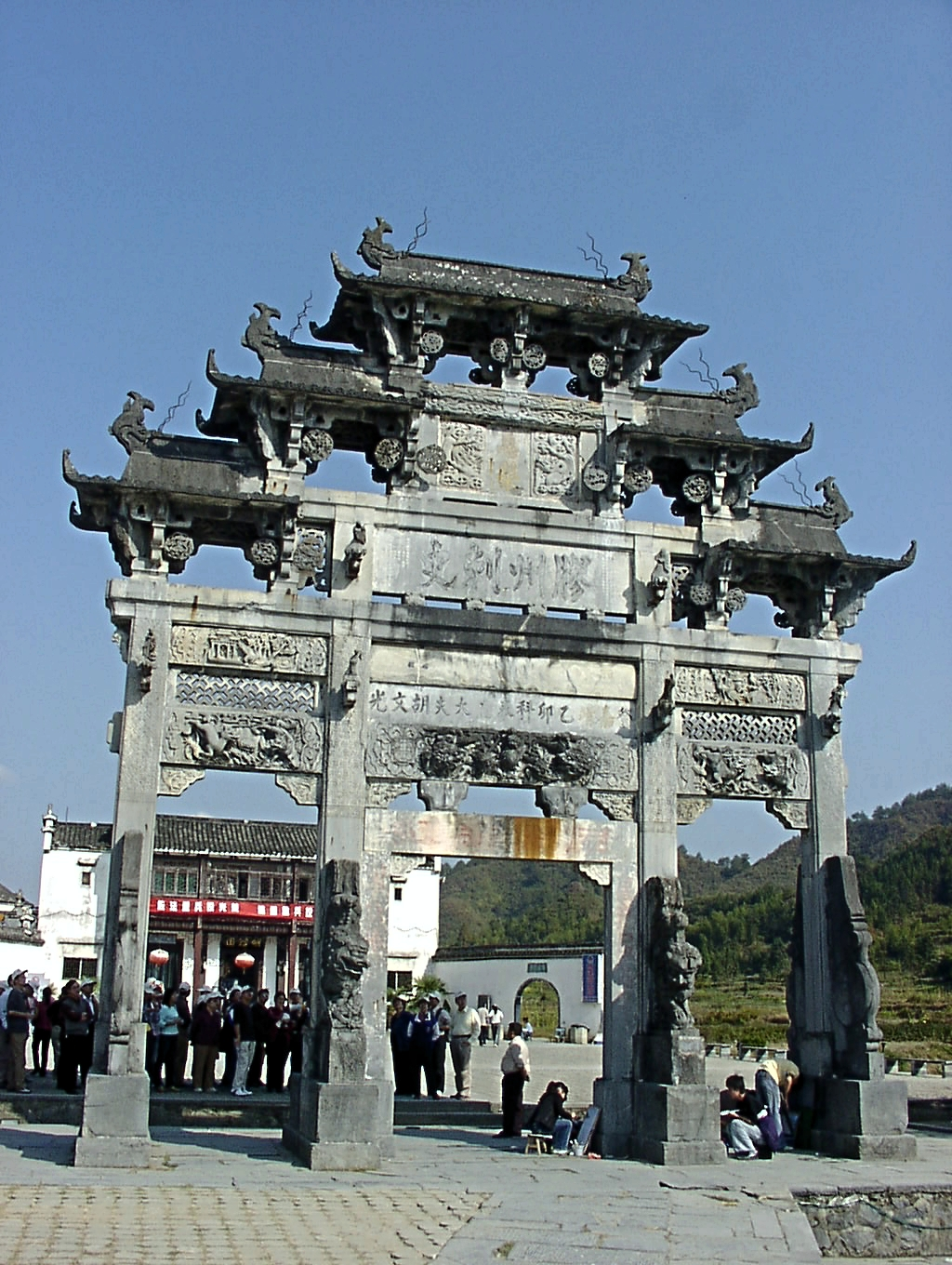
서체촌(西逓村)의 패방
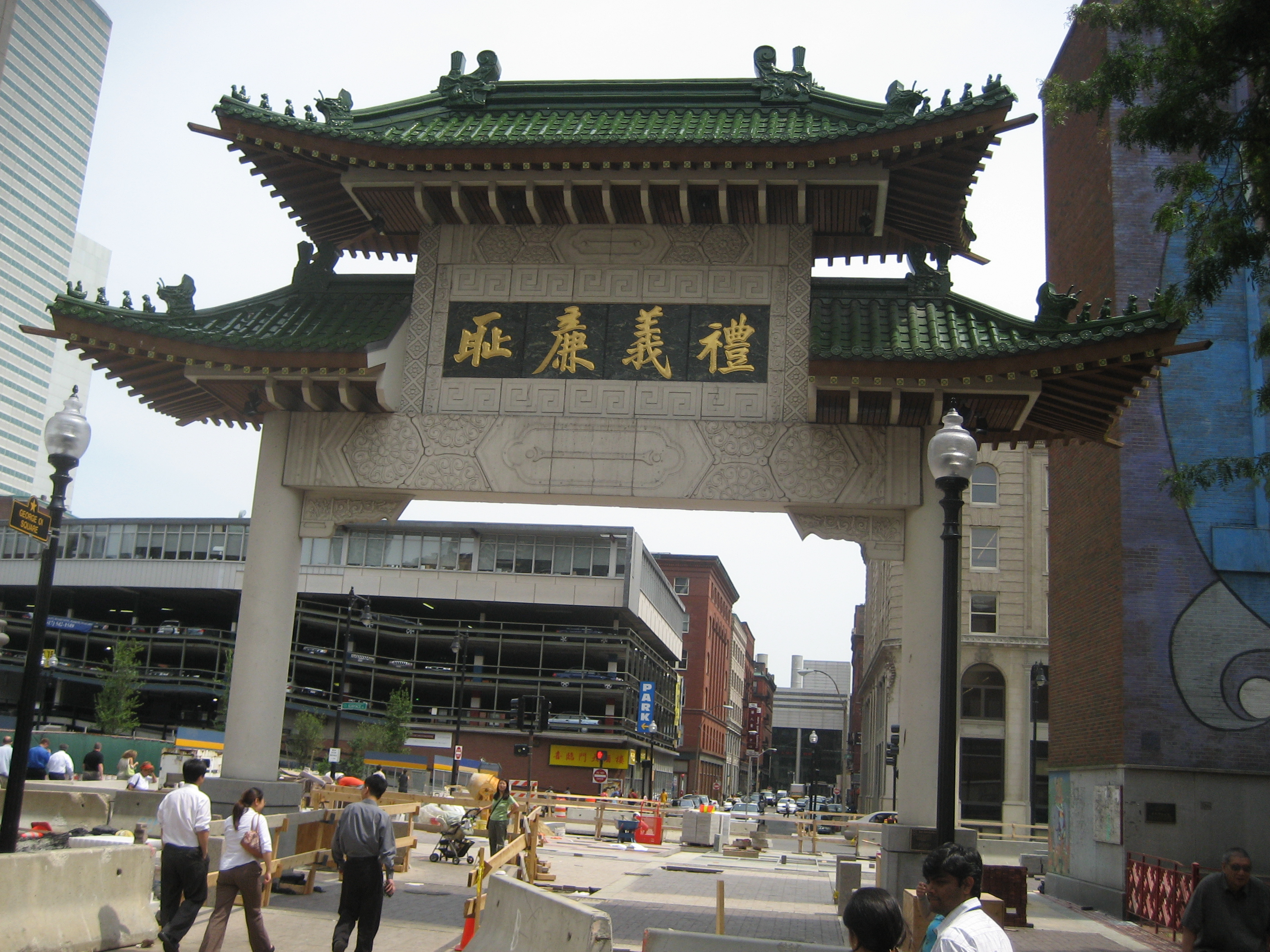
매사추세츠주 보스턴 차이나타운 입구의 패방
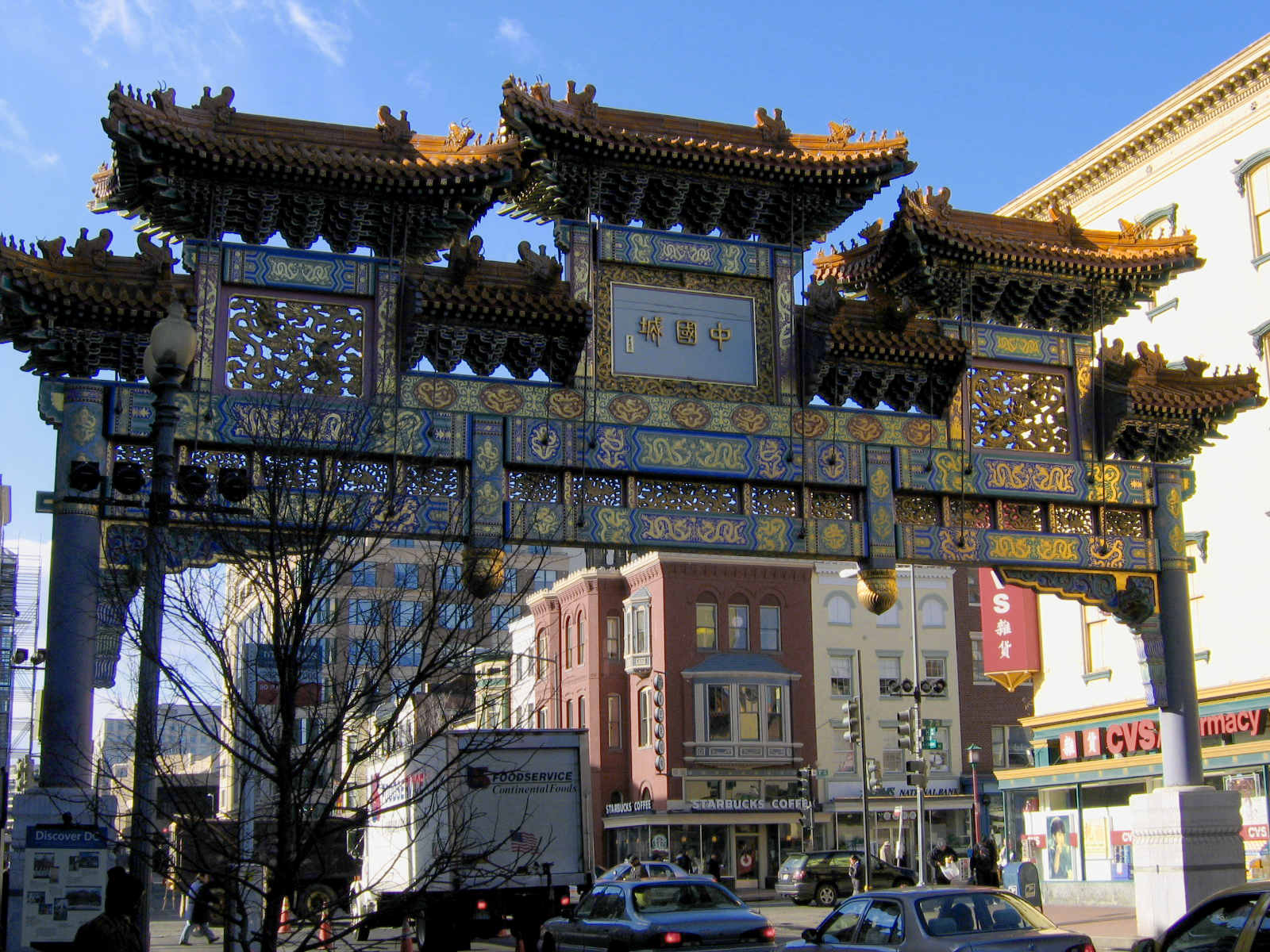
워싱턴 D.C.의 차이나타운, 우정문(Friendship Gate).
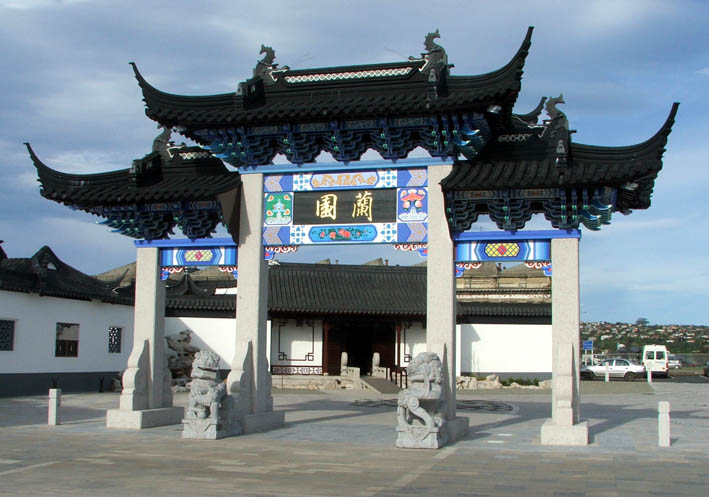
뉴질랜드 더니딘 중국정원의 패방

## 같이 보기
- 중국의 건축
- 중국의 문화
- 차이나타운
- 홍살문